# Comunitat de comunes de Val Briard
La Comunitat de comunes de Val Briard (oficialment: Communauté de communes du Val Briard) és una Comunitat de comunes del departament de Sena i Marne, a la regió de l'Illa de França.
Creada al 2017, està formada 23 municipis i la seu es troba a La Houssaye-en-Brie.

## Municipis
1. Bernay-Vilbert
2. La Chapelle-Iger
3. Les Chapelles-Bourbon
4. Châtres
5. Courpalay
6. Courtomer
7. Crèvecœur-en-Brie
8. Favières
9. Fontenay-Trésigny
10. La Houssaye-en-Brie
11. Liverdy-en-Brie
12. Lumigny-Nesles-Ormeaux
13. Marles-en-Brie
14. Mortcerf
15. Neufmoutiers-en-Brie
16. Pécy
17. Le Plessis-Feu-Aussoux
18. Presles-en-Brie
19. Rozay-en-Brie
20. Vaudoy-en-Brie
21. Villeneuve-le-Comte
22. Villeneuve-Saint-Denis
23. Voinsles